# Oliver Geissen
 (juin 2018).
Si vous disposez d'ouvrages ou d'articles de référence ou si vous connaissez des sites web de qualité traitant du thème abordé ici, merci de compléter l'article en donnant les références utiles à sa vérifiabilité et en les liant à la section « Notes et références ».
Oliver Geissen, né le 21 août 1969 à Hambourg, est un animateur de télévision et écrivain allemand.

## Filmographie
- 1994 : X-treme
- 1995–1996 : 14.15 Uhr – Trends und Hits für coole Kids
- 1998 : Traumland Deutschland
- 1998 : Reiselust
- 1999–2009 : Die Oliver Geissen Show
- 2000–2001 : BigBrother
- 2001 : Versuchung im Paradies
- 2002 : Die 80er Show
- 2003 : Die DDR-Show
- 2003 : Die 25 …
- 2003–2004 : Absolut...
- Depuis 2003 : Die ultimative Chartshow
- 2003–2007 : Echo – Der deutsche Musikpreis
- 2004–2005 : Die 90er Show
- 2004–2008 : Guinness World Records – Die größten Weltrekorde
- 2006 : Top of the Pops
- 2007 : Surprise, Surprise!
- 2008 : Die Show der Woche
- 2010 : 18 – Die beste Zeit meines Lebens
- 2011 –2013: Kuschelrock
- 2011-2014 : Es kann nur E1NEN geben
- 2014 : Promis, Pannen und Skandale – Die kuriosesten Geschichten aus 20 Jahren Exclusiv
- 2015 : Die 10 beliebtesten James-Bond-Songs aller Zeiten
- Depuis 2015 : Der RTL Comedy Grand Prix
- Depuis 2015 : Deutschland sucht den Superstar
- 2015-2016 : Duell der Jahrzehnte
- Depuis 2016 : Ruck Zuck
- Depuis 2016 : The Big Music Quiz
- 2018 : Let's Dance

## Publications
- 2016 : Kokostee (Ungekürzt) (sorti le 14 octobre 2016)
- 2016 : XXL-Leseprobe: Geissen - Kokostee (sorti le 14 octobre 2016)
- 2018 : Die geheime Insel der Stars (sorti le 5 juin 2018)

## Nomination et distinctions
- Deutscher Fernsehpreis - Best Entertainment Program / Best Host in an Entertainment Program